# Anthurium corrugatum
Anthurium corrugatum är en kallaväxtart som beskrevs av Luis Aloysius, Luigi Sodiro. Anthurium corrugatum ingår i släktet Anthurium och familjen kallaväxter. Inga underarter finns listade.